# 昆明地下鉄6号線
昆明地下鉄6号線（こんめいちかてつ6ごうせん、中文表記: 昆明地铁6号线、英文表記: Kunming Metro Line 6）は、中華人民共和国雲南省昆明市官渡区の塘子巷駅から官渡区の機場中心駅までを結ぶ昆明地下鉄の路線。ラインカラーは■ティールグリーン。

## 概要
昆明市内から昆明長水国際空港までを結ぶ空港連絡鉄道として建設され、空港開港と同日の2012年6月28日に開業した。およそ15分間隔で運行している。所要時間は23分。昆明長水国際空港を利用する際は終点の機場中心駅を利用すること。1つ手前の機場前駅で下車しても周囲に何もなく、空港ターミナルにアクセスはできない。駅の名前で誤認しやすいため、注意を要する。また地下鉄にしては15分置きほどの間隔のため、本数は少なめとなっている。

## 沿革
- 2010年3月18日：昆明長水国際空港内（機場中心駅-機場前駅間）着工
- 2010年8月1日：1期工事区間、全線着工
- 2012年2月6日：客扱いなしの試運転開始[1]
- 2012年6月28日：東部汽車站駅-機場中心駅間が開業[2]
- 2016年3月5日：3号線との接続工事を行うため、全線営業休止[3]
- 2017年8月29日：全線再び開業。大板橋駅と機場前駅は供用開始[4]
- 2020年1月30日：新型コロナウイルス感染症の流行に伴う旅客需要の減少によって、3号線と同時に運行を一時休止[5]。
- 2020年2月22日：運行再開[6]
- 2020年9月23日：2期区間（塘子巷駅-東部汽車站駅)が延伸開業[7][8]

## 使用車両
- B車 - 6両編成

## 駅一覧
- 駅名欄の背景色が■で、駅名が斜体字で表示されている駅は未開業の駅であることを表す。

| 駅名         | 駅名         | 駅名               | 駅間 キロ | 累計 キロ | 接続路線・備考   | 所在地        | 所在地        |
| 日本語       | 簡体字中国語 | 英語               | 駅間 キロ | 累計 キロ | 接続路線・備考   | 所在地        | 所在地        |
| ------------ | ------------ | ------------------ | --------- | --------- | ---------------- | ------------- | ------------- |
| 塘子巷駅     | 塘子巷站     | Tanzigang          |           |           | ■2号線           | 雲南省 昆明市 | 官渡区        |
| 岔街駅       | 岔街站       | Chajie             |           |           |                  | 雲南省 昆明市 | 盤龍区 官渡区 |
| 東郊路駅     | 东郊路站     | Dongiiao Road      |           |           |                  | 雲南省 昆明市 | 官渡区        |
| 菊華駅       | 菊华站       | Juhua              |           |           | ■4号線           | 雲南省 昆明市 | 官渡区        |
| 東部汽車站駅 | 东部汽车站   | East Coach Station |           |           | ■3号線           | 雲南省 昆明市 | 盤龍区        |
| 大板橋駅     | 大板桥站     | Dabanqiao          |           |           |                  | 雲南省 昆明市 | 官渡区        |
| 機場前駅     | 机场前站     | Airport Front      |           |           |                  | 雲南省 昆明市 | 官渡区        |
| 機場中心駅   | 机场中心站   | Kunming Airport    |           |           | 昆明長水国際空港 | 雲南省 昆明市 | 官渡区        |